# Thuận Giao
Thuận Giao is een phường in thị xã Tân Uyên, een thị xã in de Vietnamese provincie Bình Dương.
Thuận Giao is sinds januari 2011 een phường, sinds Thuận An een thị xã is. Daarvoor was Thuận An een van de district. De Quốc lộ 13 is een belangrijke verkeersader in Thuận Giao.